# Episodi di Naruto (seconda stagione)
La seconda stagione dell'anime Naruto è composta da 48 episodi, andati in onda in Giappone dal 4 giugno 2003 al 12 maggio 2004, con cadenza settimanale, e trasmesse in Italia dal 24 ottobre 2006 al 4 gennaio 2007, dal lunedì al venerdì. Essi descrivono la parte finale dell'esame Chūnin, a cui partecipano molti ninja da svariati villaggi per migliorare il loro livello. Durante l'ultima prova, il criminale Orochimaru organizza un'invasione al Villaggio della Foglia alleandosi con il Villaggio della Sabbia.
La stagione utilizza tre sigle di apertura: Haruka Kanata (遥か彼方? lett. "Lontano") degli Asian Kung-Fu Generation (episodi 36-53), Kanashimi wo yasashisa ni (悲しみをやさしさに? lett. "Tristezza nella gentilezza") dei Little by Little (episodi 54-77) e Go!!! dei Flow (episodi 78-83). Le sigle di chiusura adottate sono: Harmonia (ハルモニア?) dei Rythem (episodi 36-51), Viva Rock (ビバ★ロック~japanese side~?) degli Orange Range (episodi 52-64), ALIVE dei Raiko (episodi 65-77) e Ima made nando mo (今まで何度も?) dei The Mass Missile (episodi 78-83).

## Lista episodi
| Nº | Titolo italiano Giapponese 「Kanji」 - Rōmaji | In onda           | In onda          |
| Nº | Titolo italiano Giapponese 「Kanji」 - Rōmaji | Giapponese        | Italiano         |
| 36 | Protagonista assoluto 「分身対決！オレが主役だってばよ！」 - Bunshin taiketsu! Ore ga shuyaku dattebayo! | 4 giugno 2003     | 24 ottobre 2006  |
| 36 | Il Team 7 e Kabuto combattono contro i ninja della Pioggia dopo essere riusciti a smascherare le loro tecniche illusorie. |                   |                  |
| 37 | La seconda prova è terminata 「第二試験突破！勢ぞろいルーキーナイン！」 - Daini shiken toppa! Seizoroi rūkī nain! | 11 giugno 2003    | 25 ottobre 2006  |
| 37 | Il Team 7 recupera l'ultimo rotolo e completa la seconda fase dell'esame Chūnin. Tuttavia, i Genin restanti devono affrontare un esame preliminare per riuscire ad entrare nella terza fase dell'esame Chūnin. |                   |                  |
| 38 | Passa solo la metà 「合格者二分の一!?イキナリ試合だってばよ!!」 - Gōkakusha nibun ni ichi!? Ikinari shiai dattebayo!! | 18 giugno 2003    | 26 ottobre 2006  |
| 38 | Viene scoperta la vera identità di Kabuto, ossia quella di un traditore di Konoha. Nel frattempo inizia l'incontro tra Sasuke e Yoroi Akado. |                   |                  |
| 39 | L'invidia di Rock Lee 「ゲジまゆジェラシー!『獅子連弾』誕生!」 - Geji mayu jerashī! "Shishi Rendan" tanjō! | 2 luglio 2003     | 27 ottobre 2006  |
| 39 | Prosegue lo scontro tra Sasuke e Yoroi Akado. Sasuke resiste, nonostante il forte dolore provocato dal Segno Maledetto. Sasuke è in difficoltà e ricordandosi di Rock Lee nel loro precedente scontro, usa lo stesso calcio che il ragazzo rivolse contro di lui e che Sasuke aveva copiato con lo Sharingan, che sfrutta per una nuova tecnica inventata da lui. Kakashi decide di aiutare Sasuke alla fine dello scontro creando un ulteriore sigillo attorno al Sigillo Maledetto. |                   |                  |
| 40 | Confronto Esplosivo 「一触即発!!カカシVS大蛇丸」 - Isshokusokuhatsu!! Kakashi vāsasu Orochimaru | 9 luglio 2003     | 30 ottobre 2006  |
| 40 | Misumi e Kankuro si preparano alla sfida per le eliminatorie. Sasuke e Kakashi incontrano Orochimaru che decide di venire allo scoperto. |                   |                  |
| 41 | Una sfida al femminile 「ライバル激突！オトメ心は本気モード」 - Raibaru gekitotsu! Otome kokoro wa honki mōdo | 16 luglio 2003    | 31 ottobre 2006  |
| 41 | Kankuro riesce a sconfiggere Misumi grazie alla tecnica del marionettista. Naruto non è molto d’accordo, ma il maestro Kakashi gli fa notare che rientra tutto nelle regole. Intanto sta per cominciare lo scontro tra Ino e Sakura. |                   |                  |
| 42 | L'incontro più avvincente 「ベストバトルはしゃーんなろー!!」 - Besuto batoru wa shān'narō!! | 23 luglio 2003    | 2 novembre 2006  |
| 42 | La battaglia tra Sakura e Ino si intensifica man mano che vengono svelati i legami di amicizia e rivalità tra le due ragazze. Lo scontro si conclude in parità. |                   |                  |
| 43 | Shikamaru sotto i riflettori 「シカマルタジタジ!?くの一達の熱き戦い」 - Shikamaru tajitaji!? Kunoichi-tachi no atsuki tatakai | 30 luglio 2003    | 3 novembre 2006  |
| 43 | Le sfide preliminari continuano con lo scontro tra Temari e Tenten e con la sfida tra Shikamaru Nara e Kin Tsuchi. |                   |                  |
| 44 | Due contro uno 「赤丸参戦!!負け犬はどっちだ？」 - Akamaru sansen!! Makeinu wa docchi da? | 6 agosto 2003     | 6 novembre 2006  |
| 44 | Naruto ha finalmente la possibilità di combattere contro Kiba Inuzuka del Team 8 e durante lo scontro dimostra il suo notevole miglioramento rispetto all'accademia. Ma Kiba e il suo cane Akamaru sono molto forti agendo in coppia. |                   |                  |
| 45 | L'asso nella manica di Naruto 「ヒナタ赤面！ 観客あんぐり、ナルトの奥の手」 - Hinata sekimen! Kankyaku anguri, Naruto no oku no te | 13 agosto 2003    | 7 novembre 2006  |
| 45 | Lo scontro tra Naruto e Kiba continua. Naruto riesce a liberarsi di Akamaru facendolo colpire dallo stesso Kiba grazie ad un trucco geniale. Naruto vince lo scontro con la sua nuova tecnica. |                   |                  |
| 46 | Il Byakugan 「白眼開眼!!内気なヒナタの大胆決意！」 - Byakugan kaigen!! Uchiki na Hinata no daitan ketsui! | 20 agosto 2003    | 8 novembre 2006  |
| 46 | Neji Hyuga ed Hinata Hyuga combattono per difendere il proprio onore e quello delle rispettive famiglie. |                   |                  |
| 47 | Combattere di fronte al proprio eroe 「憧れの人の目の前で!!」 - Akogare no hito no me no mae de!! | 27 agosto 2003    | 9 novembre 2006  |
| 47 | Hinata è decisa a dimostrare il proprio valore a Naruto, continuando a combattere. |                   |                  |
| 48 | Gaara al tappeto 「我愛羅粉砕!!若さだ！パワーだ！爆発だ！」 - Gaara funsai!! Wakasa da! Pawā da! Bakuhatsu da! | 3 settembre 2003  | 10 novembre 2006 |
| 48 | Rock Lee viene sorteggiato per combattere contro il potente e pericoloso Gaara della Sabbia. Durante lo scontro Rock Lee si libera dei pesi che aveva sulle gambe e diventa rapidissimo. Rock Lee usa il Loto frontale su Gaara. |                   |                  |
| 49 | La tecnica segreta proibita! 「熱血落ちこぼれ！遂に炸裂、禁断の奥義！」 - Nekketsu ochikobore! Tsui ni Sakuretsu, kindan no ōgi! | 10 settembre 2003 | 13 novembre 2006 |
| 49 | L'attacco di Rock Lee è andato a vuoto e Gaara inizia a colpirlo ripetutamente con la sabbia. Rock Lee, ormai prossimo alla sconfitta, sceglie di sbloccare le porte del chakra giocandosi il tutto per tutto. |                   |                  |
| 50 | Povero Rock Lee! 「嗚呼ロック・リー！これが男の生き様よ！！」 - Ā Rokku Rī! Kore ga otoko no ikizama yo!! | 17 settembre 2003 | 14 novembre 2006 |
| 50 | Rock Lee finalmente mostra la sua tecnica migliore: l'apertura delle Otto Porte. Gaara si prepara per una prova di forza sanguinaria. Rock Lee colpisce Gaara con la potentissima tecnica, ma lui risponde stritolando il braccio e la gamba sinistra di Rock Lee con la sabbia, vincendo lo scontro: I medici dicono che a causa delle ferite provocate da Gaara, Rock Lee non sarebbe più potuto essere un ninja. |                   |                  |
| 51 | Sasuke in grave pericolo 「闇にうごめく影 サスケに迫る危機！」 - Yami ni ugomeku kage, Sasuke ni semaru kiki! | 24 settembre 2003 | 15 novembre 2006 |
| 51 | L'ultimo incontro dei preliminari del terzo esame vede come sfidanti Choji Akimichi e Dosu Kinuta. Naruto scopre che avrà un nuovo maestro per prepararsi al terzo esame per diventare Chūnin. |                   |                  |
| 52 | Il ritorno di Ebisu 「エビス再び！ハレンチは私が許しませんぞ！」 - Ebisu futatabi! harenchi wa watashi ga yurushimasenzo! | 1º ottobre 2003   | 16 novembre 2006 |
| 52 | Naruto, per prepararsi al terzo esame Chūnin, inizia ad allenarsi con Ebisu, con alcune conseguenze inaspettate. |                   |                  |
| 53 | L'eremita dei rospi 「あいやしばらく！エロ仙人登場！」 - Aiyashibaraku! Ero-Sennin tōjō! | 8 ottobre 2003    | 17 novembre 2006 |
| 53 | Ebisu viene "sconfitto" da una persona sconosciuta, che si rivela essere l'eremita dei rospi Jiraiya. Questi decide di allenare Naruto. |                   |                  |
| 54 | La tecnica del richiamo 「エロ仙人直伝 口寄せの術だってばよ！！」 - Ero-Sennin jikiden Kuchiyose no Jutsu dattebayo!! | 15 ottobre 2003   | 20 novembre 2006 |
| 54 | Il villaggio della sabbia e quello del suono vogliono attaccare il villaggio della foglia. Nel frattempo, Jiraiya cerca di insegnare una nuova tecnica a Naruto, il quale, però, non fa molti progressi. |                   |                  |
| 55 | Un fiore pieno di speranza 「切ない想い 願いを込めた一輪」 - Setsunai omoi Negai o kometa ichirin | 22 ottobre 2003   | 21 novembre 2006 |
| 55 | Naruto continua ad allenarsi, mentre Ino e Sakura vanno in ospedale a trovare Sasuke. Le due ragazze scoprono, però, che Sasuke è scappato. Naruto fa alcuni progressi nell'apprendimento della tecnica del richiamo. |                   |                  |
| 56 | Questione di vita o di morte 「生か死か!?免許皆伝は命懸け！」 - Sei ka shi ka!? Menkyo kaiden wa inochi kake! | 29 ottobre 2003   | 22 novembre 2006 |
| 56 | Jiraiya, per stimolare Naruto nell'apprendimento della nuova tecnica, lo pone in una situazione di pericolo. Il ragazzo, in preda al panico, sfrutta il chakra della Volpe a Nove code e riesce ad eseguire la tecnica del richiamo. |                   |                  |
| 57 | Gamabunta, il sovrano dei rospi 「飛んだ！跳ねた！潜った！ガマ親分登場!!」 - Tonda! Haneta! Mogutta! Gama oyabun tōjō!! | 5 novembre 2003   | 23 novembre 2006 |
| 57 | Naruto riesce a evocare Gamabunta, il più potente tra i rospi evocabili, che però non si lascia comandare molto facilmente. |                   |                  |
| 58 | Naruto e Shikamaru contro Gaara! 「しのび寄る魔の手！狙われた病室」 - Shinobi yoru ma no te! Nerawareta byōshitsu | 12 novembre 2003  | 24 novembre 2006 |
| 58 | Naruto, dimesso dall'ospedale, va a trovare Rock Lee. Nella sua stanza trova Gaara che sta cercando di ucciderlo. Il ragazzo della Sabbia racconta qualcosa del suo passato triste. Lui ha dentro di sé il demone tasso della Sabbia, inoltre da quando compì 6 anni, suo padre ha tentato di ucciderlo così tante volte che lui stesso aveva perso il conto. Inoltre Gaara dice che non trovava uno scopo nella sua vita quando era piccolo e isolato da tutti e scelse di odiare tutti e di amare solo se stesso e che la sua ragione di vita era fare del male agli altri. |                   |                  |
| 59 | Verso la finale 「モー烈 モー追 モーダッシュ 本選開始だってばよ」 - Mō retsu Mō Tsui Mō Dasshu Hansen kaishi dattebayo | 19 novembre 2003  | 27 novembre 2006 |
| 59 | Inizia la finale degli esami Chūnin. Naruto incontra Konohamaru che insiste ad accompagnarlo. Passando per finti passaggi segreti, i due si perdono e Naruto arriva in ritardo al combattimento, rischiando di essere eliminato dalla sfida. |                   |                  |
| 60 | Vincerò io, costi quel che costi 「白眼ＶＳ影分身！オレはゼってー勝つ!!」 - Byakugan bāsasu Kage Bunshin! Ore wa zettē katsu!! | 26 novembre 2003  | 28 novembre 2006 |
| 60 | Inizia lo scontro tra Naruto e Neji. |                   |                  |
| 61 | Difesa assoluta 「死角ゼロ！もうひとつの絶対防御」 - Shikaku zero! Mō hitotsu no zettai Bōgyo | 3 dicembre 2003   | 29 novembre 2006 |
| 61 | Nonostante gli sforzi, Naruto non riesce a colpire Neji. Il ragazzo, infatti, sta usando la tecnica della difesa assoluta. Scopriamo intanto anche la ragione dell’odio di Neji verso Hinata che è legata ad un pezzo di storia del Clan Hyuga. |                   |                  |
| 62 | La forza nascosta dei falliti! 「落ちこぼれの底力！」 - Ochikobore no sokojikara! | 10 dicembre 2003  | 30 novembre 2006 |
| 62 | Dopo aver subito la tecnica delle 64 chiusure, Naruto prova a risvegliare il chakra della volpe a nove code e, tra lo stupore generale, ci riesce. Dopo uno scontro incredibile, tuttavia si vede Neji davanti a un Naruto a terra, ma all'improvviso il vero Naruto salta fuori dal sottosuolo e colpisce Neji finendolo; il Naruto a terra era solo una copia per ingannare l'avversario. |                   |                  |
| 63 | A rischio di squalifica 「失格！？キケン！前倒し！波乱含みの大本戦」 - Shikkaku!? Kiken! Maedaoshi! Haran bukumi no daihonsen! | 17 dicembre 2003  | 1º dicembre 2006 |
| 63 | Terminato lo scontro tra Naruto e Neji, tutti attendono l'arrivo di Sasuke che deve disputare il prossimo incontro. |                   |                  |
| 64 | Spirito di combattimento zero! 「雲はいいなあ…やる気ゼロの男」 - Kumo wa ii naa... yaru ki zero no otoko | 24 dicembre 2003  | 4 dicembre 2006  |
| 64 | Sasuke non è ancora arrivato. I giudici decidono quindi di far partire l'incontro successivo ovvero quello tra Kankuro e Shino, ma il ninja della Sabbia stranamente si ritira così tocca a Temari e Shikamaru. Quest'ultimo non ha molta voglia di combattere. Dopo vari colpi Shikamaru intrappola Temari nel suo Controllo dell'Ombra, infatti si capisce che il ragazzo non ha fatto altro che spingere Temari nel punto desiderato per bloccarla e per farlo ha sfruttato il tunnel creato da Naruto per battere Neji, ma nonostante avesse praticamente vinto il "Genio svogliato" si arrende dicendo che si era rotto le scatole di combattere. |                   |                  |
| 65 | Il ritorno di Sasuke 「激突！木ノ葉舞い砂うごめく瞬間」 - Gekitotsu! Konoha mai Suna ugomeku toki | 31 dicembre 2003  | 5 dicembre 2006  |
| 65 | Dopo una trepidante attesa, arriva finalmente Sasuke, pronto a combattere contro Gaara. Naruto e Shikamaru vedono Gaara uccidere due Jonin del villaggio dell'erba. |                   |                  |
| 66 | Sasuke al via 「嵐を呼ぶ男！！サスケのゲジマユ流体術！」 - Arashi o yobu otoko!! Sasuke no sejimaggiou-ryū taijutsu! | 14 gennaio 2004   | 6 dicembre 2006  |
| 66 | Inizia il combattimento fra Sasuke e Gaara. Sasuke sembra avere la meglio. |                   |                  |
| 67 | La tecnica dei mille falchi 「だてに遅れたわけじゃない！究極奥義・千鳥誕生！！」 - Date ni okureta wake janai! Kyūkyoku ōgi - Chidori tanjō!! | 14 gennaio 2004   | 7 dicembre 2006  |
| 67 | Gaara rimane nella sua sfera di sabbia per proteggersi e usa il Terzo Occhio per controllare Sasuke ma, quest'ultimo, a sorpresa, dimostra il perché del suo ritardo, sfodera la tecnica personale di Kakashi, il Mille Falchi, con cui sfonda la sabbia e colpisce Gaara che, vedendosi sanguinare la prima volta, deraglia e, dal buco che ha formato, Sasuke vede un occhio di Gaara diverso dal solito (giallo con un rombo nero all'interno) che lo preoccupa. Il segnale per l'invasione è partito. |                   |                  |
| 68 | Attacco alla Foglia 「『木ノ葉崩し』始動！」 - "Konoha Kuzushi" Shidou! | 28 gennaio 2004   | 11 dicembre 2006 |
| 68 | Il Kazekage (Orochimaru mascherato) prende in ostaggio l'Hokage. Nel frattempo ha inizio l'invasione del villaggio della Foglia. |                   |                  |
| 69 | Missione di livello A 「待ってました！Aランク任務だってばよ！！」 - Matte mashita! A-ranku ninmu dattebayo!! | 4 febbraio 2004   | 12 dicembre 2006 |
| 69 | Pakkun (evocato da Kakashi), Naruto, Sakura e Shikamaru inseguono Sasuke come viene loro ordinato. Intanto, Orochimaru, utilizzando la tecnica della resurrezione, mette in difficoltà il Terzo Hokage richiamando in proprio aiuto il Primo ed il Secondo Hokage (stava per evocare anche il Quarto Hokage ma viene fermato dal Terzo Hokage che lo impedisce). |                   |                  |
| 70 | L'imboscata di Shikamaru 「逃げ腰NO.1 めんどくせーがやろっきゃねえ！！」 - Nigegoshi nanbaa wan Mendokuse~ ga yarukkyanee!! | 11 febbraio 2004  | 13 dicembre 2006 |
| 70 | Continua l'inseguimento di Sasuke, ma il quartetto si accorge presto di avere a loro volta degli inseguitori. Shikamaru rimane indietro per tentare di bloccarli tendendo loro una trappola. |                   |                  |
| 71 | Hokage contro Hokage 「古今無双！『火影』というレベルの戦い」 - Kokon musō! "Hokage" toiu reberu no tatakai | 18 febbraio 2004  | 14 dicembre 2006 |
| 71 | Lo scontro fra Orochimaru, aiutato dai corpi dei primi due Hokage, ed il Terzo Hokage entra nel vivo. il Terzo Hokage evoca la scimmia Enma. Sasuke, intanto, raggiunge il gruppo di Gaara. |                   |                  |
| 72 | L'errore dell'Hokage 「火影の過ち 仮面の下の素顔」 - Hokage no ayamachi Kamen ni shita no sukao | 25 febbraio 2004  | 15 dicembre 2006 |
| 72 | Lo scontro continua. Intanto Sasuke raggiunge i fuggitivi ed è costretto a combattere contro Temari per poter poi raggiungere Kankuro e Gaara. |                   |                  |
| 73 | Il sigillo del Diavolo 「禁術奥義！『屍鬼封印』」 - Kinjutsu ōgi! "Shiki Fūin" | 3 marzo 2004      | 18 dicembre 2006 |
| 73 | Sarutobi, utilizzando la tecnica del Quarto Hokage, riesce a sigillare su di sé le anime del Primo e Secondo Hokage e tenta anche di sigillare Orochimaru. Jiraiya va in aiuto delle sentinelle impegnate contro i serpenti giganti. Nel frattempo, Shino arriva in aiuto di Sasuke e si sostituisce a lui nel combattimento contro Kankuro. Sasuke parte quindi all'inseguimento di Temari e Gaara. |                   |                  |
| 74 | La vera identità di Gaara 「驚愕！我愛羅の正体」 - Kyōkaku! Gaara no Shōtai | 10 marzo 2004     | 19 dicembre 2006 |
| 74 | Lo scontro tra Shino e Kankuro finisce in parità. Nel frattempo Gaara svela la sua vera identità a Sasuke. Lo scontro fra Sarutobi ed Orochimaru resta in situazione di stallo. |                   |                  |
| 75 | La determinazione di Sasuke 「限界を越えて… サスケの決断！！」 - Genkai o koete... Sasuke no ketsudan!! | 17 marzo 2004     | 20 dicembre 2006 |
| 75 | Lo scontro fra Sasuke e Gaara entra nel vivo e Sasuke pensa di aver finalmente capito perché Itachi non l'ha ucciso, per non essere tormentato dal senso di colpa di aver ucciso tutto il clan. La battaglia fra Sarutobi ed Orochimaru resta in stallo. |                   |                  |
| 76 | Omicidio al chiaro di luna 「月夜の暗殺者」 - Tsukiyo no ansatsusha | 24 marzo 2004     | 21 dicembre 2006 |
| 76 | Finalmente Naruto, Sakura e Pakkun raggiungono i duellanti, appena in tempo per bloccare la mossa finale di Gaara. Naruto si sostituisce a Sasuke nel combattimento contro Gaara. |                   |                  |
| 77 | Il nome di Gaara 「光と闇 我愛羅という名」 - Hikari to Yami Gaara to iu na | 31 marzo 2004     | 22 dicembre 2006 |
| 77 | Lo scontro fra Naruto e Gaara entra nel vivo. Nel frattempo la battaglia fra il Terzo Hokage ed Orochimaru resta in situazione di stallo. |                   |                  |
| 78 | Naruto alla riscossa 「爆発！これぞナルト忍法帖～～っ！！」 - Bakuhatsu! Korezo Naruto ninpōchō~~!! | 7 aprile 2004     | 27 dicembre 2006 |
| 78 | Proprio quando Naruto sembra avere la meglio con la sua tecnica della Moltiplicazione, Gaara completa la trasformazione nel demone Tasso. Naruto a sua volta, riesce finalmente ad evocare Gamabunta, dando così inizio allo scontro fra il Tasso e il Rospo. |                   |                  |
| 79 | Il colpo finale 「リミットぶっちぎり！ ～光と闇～」 - Rimitto bucchigiri! ~Hikari to Yami~ | 14 aprile 2004    | 28 dicembre 2006 |
| 79 | Naruto e Gamabunta, attraverso una trasformazione combinata, prendono le sembianze del Kyuubi (volpe a nove code). In questo modo riescono a svegliare il medium spirituale del Tasso (Gaara) e quindi a sopraffare il demone; intanto, ha inizio il contrattacco (terza fase del piano di evacuazione) del villaggio della Foglia. Nel frattempo il Terzo Hokage, avendo quasi esaurito le sue forze capisce che non può strappare l'anima a Orochimaru, perciò decide di usare la poca forza che gli rimane per sigillargli le braccia, così da impedirgli di usare ancora le Arti Magiche e le Tecniche proibite. Poco prima di spegnersi l'Hokage rivede Orochimaru come il suo giovane allievo.                                                                          |                   |                  |
| 80 | La fine del Terzo Hokage 「三代目よ、永久に……！！」 - Sandaime yo, towa ni......!! | 21 aprile 2004    | 29 dicembre 2006 |
| 80 | Tutto il villaggio della Foglia è in lutto per la morte del Terzo Hokage, sacrificatosi nel tentativo di usare la tecnica del Sigillo del Diavolo contro Orochimaru. Quest'ultimo resta in vita ma perde l'utilizzo delle braccia (e quindi delle arti magiche). Gaara è allo stremo delle forze dopo il combattimento con Naruto, quest'ultimo dice a Gaara che sa quanto abbia sofferto perché ha provato le stesse cose quando era bambino, ma ora che aveva degli amici era disposto a tutto pur di salvarli. Queste parole toccano profondamente Gaara, ma Temari e Kankuro lo prendono e lo portano via. Durante il ritorno, Gaara pensa a Naruto, dicendo che un giorno anche lui avrebbe amato e poi si scusa per la prima volta nella sua vita, con i suoi fratelli. |                   |                  |
| 81 | Il ritorno nella nebbia 「朝霧の帰郷」 - Asagiri no kikyō | 28 aprile 2004    | 2 gennaio 2007   |
| 81 | Naruto e Sasuke sono impegnati rispettivamente nei loro allenamenti e quest'ultimo, ripensando a Gaara contro Naruto, inizia a sentirsi inferiore all'amico. Intanto Itachi Uchiha e Kisame varcano i confini della Foglia contrastati prima da Asuma e Kurenai e in seguito da Kakashi. |                   |                  |
| 82 | Sharingan contro Sharingan 「写輪眼VS写輪眼！！」 - Sharingan tai Sharingan!! | 5 maggio 2004     | 3 gennaio 2007   |
| 82 | Itachi sfodera una delle sue migliori armi, la tecnica della luna insanguinata attraverso lo Sharingan ipnotico e Kakashi non riesce a contrastarlo. Gai arriva in aiuto del gruppo, ma Itachi e Kisame, dopo aver rivelato di essere in caccia di Kyuubi (volpe a nove code) interrompono la battaglia e riprendono le ricerche di Naruto che, nel frattempo, sta per partire con Jiraiya alla ricerca di Tsunade, il terzo Ninja Leggendario (Densetsu no Sennin). |                   |                  |
| 83 | Jiraiya e Naruto 「おお、のォ～っ！自来也の女難、ナルトの災難」 - Ō, nō~! Jiraiya no jonan, Naruto no sainan | 12 maggio 2004    | 4 gennaio 2007   |
| 83 | Jiraiya e Naruto si mettono in marcia, giungono al paese di Shikuba e soggiornano in un albergo per la notte. Intanto Sasuke, saputo che Itachi ha fatto ritorno per dare la caccia a Naruto, inizia a cercarli. Itachi, infine, riesce a scoprire dove risiede Naruto. Il ragazzo è solo nella stanza d'albergo perché Jiraiya si è allontanato. |                   |                  |